# Сектор (геометрія)

Сектор круга зафарбований зеленим

Се́ктор (лат. sector від seco — «ріжу, січу») у геометрії — частина круга, обмежена дугою та двома радіусами, що з'єднують кінці дуги з центром круга.

## Властивості
- Площа сектора: {\displaystyle S={\frac {\theta r^{2}}{2}}} , де {\displaystyle \theta } в радіанах
- Висота конуса з боковою поверхнею, утвореною сектором: {\displaystyle h={\sqrt {r^{2}-\left({\frac {l}{2\pi }}\right)^{2}}}}

## Типи секторів
Якщо центральний кут сектора {\displaystyle \theta =\pi =180^{0}}, сектор є півкругом. В цьому випадку сектор обмежений півколом та діаметром.
Якщо центральний кут сектора {\displaystyle \theta >\pi }, сектор називається великим сектором (англ. major sector).
Якщо центральний кут сектора 
{\displaystyle \theta <\pi }, сектор називається малим сектором (англ. minor sector).
Для деяких окремих значень кутів сектор може мати власні назви. Наприклад, квадрант (для  {\displaystyle \theta ={\frac {\pi }{2}}=90^{0}}), секстант (для  {\displaystyle \theta ={\frac {\pi }{3}}=60^{0}}), октант (для  {\displaystyle \theta ={\frac {\pi }{4}}=45^{0}}). Ці сектори є, відповідно, однією четвертою, однією шостою та однією восьмою частинами повного круга.